# Adam Paweł Stadnicki
Adam Paweł Stadnicki herbu Szreniawa bez Krzyża (ur. ok. 1690, zm. 15 września 1757 w Dobromilu) – prepozyt przemyskiej kapituły katedralnej.
Był synem Krzysztofa Stadnickiego i Marianny (Marii) z Dzianottów de Castellati. Miał rodzeństwo: Annę, Mariannę, Barbarę, Władysława i Józefa (ok. 1690–1752) – chorążego bracławskiego i sanockiego, miecznika bracławskiego, podczaszego sanockiego.
W 1719 roku był prepozytem w Lesku, następnie (w latach 1719–1720) plebanem w Iwoniczu i Drągowie. W 1720 roku, mając tytuł sekretarza królewskiego, był kanonikiem kolegiaty warszawskiej, ale wkrótce został instytuowany na prepozyta kapituły w Wojniczu. W 1736 roku został kantorem kapituły przemyskiej, a od 1745 roku był proboszczem w Dobromilu. W 1756 roku wrócił do Przemyśla na stanowisko prepozyta tamtejszej kapituły.
Został pochowany w katedrze w Przemyślu, swój majątek zapisał kapitule przemyskiej.
Był znany z tego, że długo procesował się z kapitułą wojnicką o odszkodowania za swoje zaniedbania, malwersacje i zabór paramentów kościelnych.